# 6-та лінія (Київ)
6-та лі́нія — вулиця в Оболонському районі міста Києва, селище Пуща-Водиця. Пролягає від вулиці Федора Максименка до Лісної вулиці.
Прилучаються вулиці Миколи Юнкерова та Квітки Цісик.

## Історія
Вулиця виникла наприкінці XIX — на початку XX століття під сучасною назвою.